# Gadara-Aquädukt

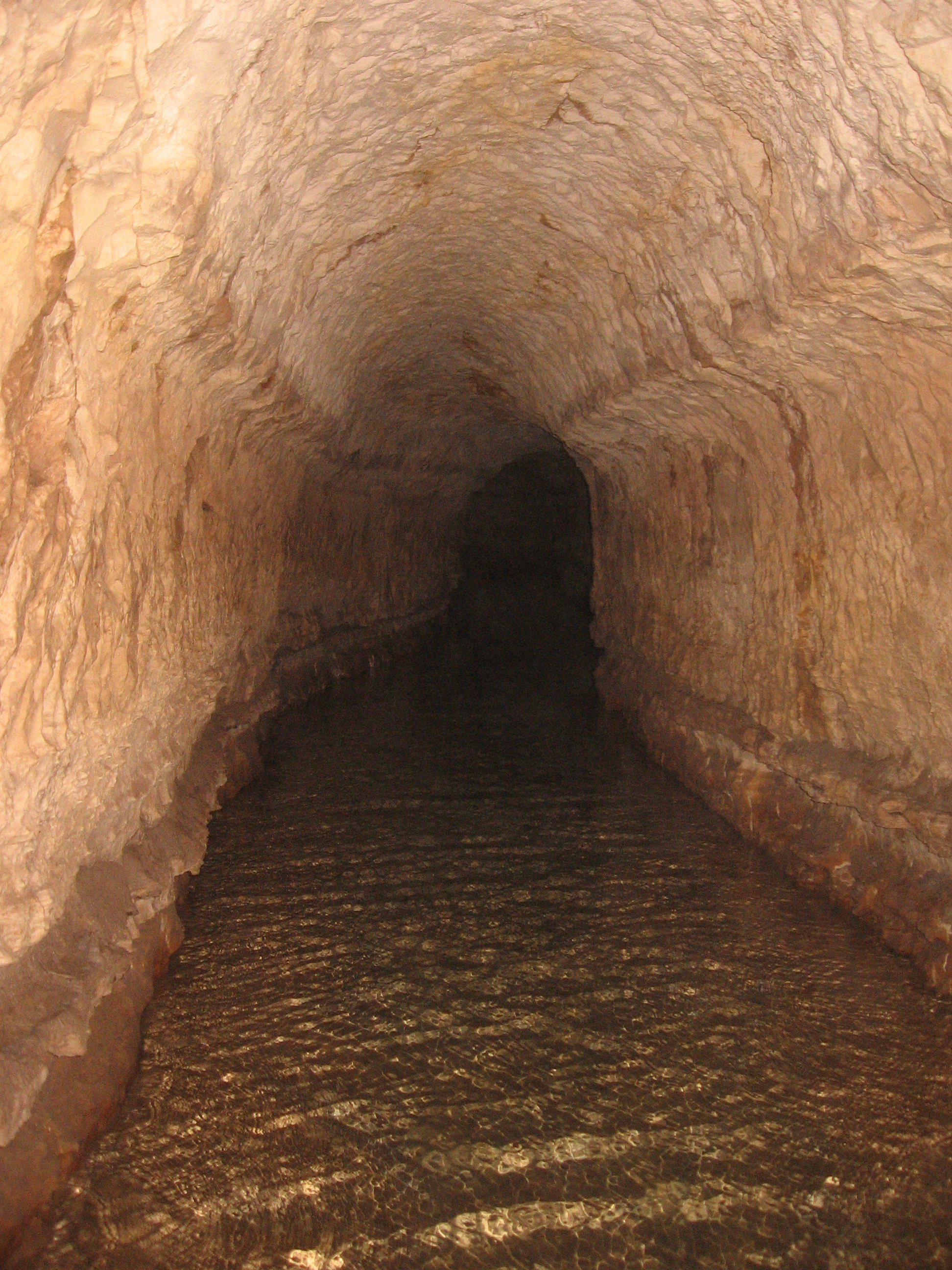
Tunnelabschnitt der Qanat Firʿaun

Das Gadara-Aquädukt (arabisch قناة جادارا, DMG Qanāt Ǧādārā, auch قناة فرعون, DMG Qanāt Firʿaūn) war ein römisches Fernwasserleitungs-System zur Versorgung der Dekapolisstädte Adraha im heutigen Syrien, sowie Abila und Gadara im heutigen Jordanien. Das System war insgesamt etwa 155 km lang. Es begann nahe der heutigen syrischen Stadt Dilli und verlief im ersten Teil oberirdisch. Der im heutigen Jordanien liegende Abschnitt wurde weitgehend unterirdisch (insgesamt 106 km) in der Qanat-Bauweise von etwa 2900 bis zu 70 m tiefen Bauschächten aus errichtet und gilt als der längste Tunnel der Antike. Nachdem ein 25 km langer Abschnitt wegen Vermessungs- oder Baufehlern nicht in Betrieb gehen konnte, wurde der im 1. Jh. v. Chr. erbaute, 30 km lange, ebenfalls unterirdische Turab-Aquädukt in das System integriert, um auf diesem Weg das Wasser nach Gadara zu liefern. Das Wasser stammte aus großen Quellen und einer römischen Talsperre im südlichen Syrien. Das wohl im 1. Jh. n. Chr. begonnene und zum größten Teil im 2. Jh. fertiggestellte System war vermutlich mehr als 400 Jahre in Betrieb, Teile bis ins 12. Jahrhundert. Der Aquädukt wurde ab 2004 von Mathias Döring von der Hochschule Darmstadt wissenschaftlich erforscht.

## Detaillierte Informationen zu den Bauwerken, Brücken und Ortslagen am und um den Aquädukt
Im Rahmen der über zehnjährigen Forschungsarbeit des unter anderem auch durch die Deutschen Forschungsgemeinschaft geförderten Projektes, wurden zahlreiche vorher vergessene Bauwerke aufgefunden. Einzelne Abschnitte der Aquädukttrasse konnten mittels GPS-Vermessung in einen gemeinsamen Kontext gestellt werden. Hilfreich hierbei waren auch zahllose Berichte von Reisenden des 18. und 19. Jahrhunderts. Der erste Europäer, welcher im Jahre 1805 Teile der Aquädukttrasse sah, war Ulrich Jasper Seetzen.